# マロニル-S-ACPデカルボキシラーゼ
マロニル-S-ACPデカルボキシラーゼ(Malonyl-S-ACP decarboxylase、EC 4.1.1.87)は、以下の化学反応を触媒する酵素である。
マロニル-[アシル輸送タンパク質] + H+{\displaystyle \rightleftharpoons } アセチル-[アシル輸送タンパク質] + CO2
従って、この酵素の2つの基質はマロニル-アシル輸送タンパク質と水素イオン、2つの生成物はアセチル-アシル輸送タンパク質と二酸化炭素である。
この酵素はリアーゼ、特に炭素-炭素結合を切断するカルボキシリアーゼに分類される。系統名は、マロニル-(アシル輸送タンパク質) カルボキシリアーゼ(malonyl-(acyl-carrier-protein) carboxy-lyase)である。他に、malonyl-S-acyl-carrier protein decarboxylase、MdcD/MdcE、MdcD,Eとも呼ばれる。この酵素は、ビオチン非依存性マロン酸デカルボキシラーゼのβ及びγサブユニットを構成する。